# Aphis rumicis
Aphis rumicis är en insektsart som beskrevs av Carl von Linné 1758. Aphis rumicis ingår i släktet Aphis och familjen långrörsbladlöss. Arten är reproducerande i Sverige. Inga underarter finns listade i Catalogue of Life.